# Путна исправа за избеглице
Избегличка путна исправа или путна исправа за избеглице (која се назива и путна исправа из 1951. или Женевски пасош) је путна исправа коју избеглици издаје држава у којој они иначе бораве и која им омогућава да путују ван те државе и да се тамо врате. Мало је вероватно да ће избеглице моћи да добију пасоше своје државе држављанства (из које су затражиле азил) и стога су им потребне путне исправе како би могле да путују у иностранство.
145 држава које су потписнице Конвенције о статусу избеглица из 1951. у обавези су да издају путне исправе избеглицама које законито бораве на њиховој територији.
Путне исправе избеглица су књижице налик пасошу. Њихова корица носи речи „путна исправа“ на енглеском и француском (а често и на језику државе издавања), као и датум конвенције: 28. јул 1951. године. Документи су првобитно били сиви, мада их неке земље сада издају у другим бојама, са две дијагоналне линије у горњем левом углу предње корице. Носиоци уживају одређене привилегије за путовања без визе које су прошириле потписнице конвенције.
Међутим, како избегличка путна исправа није обичан национални пасош, носилац може с времена на време наићи на неке проблеме, нпр. због неупознатости особља авио-компанија са таквим документима.

## Ограничења избегличке путне исправе у односу на пасош
- Путне исправе за избеглице које издаје Влада Канаде не могу се користити за путовање у државу држављанства,[4] а путна исправа избеглице коју је издала друга држава не сматра се важећим пасошем за потребе добијања електронске дозволе за путовање за посету Канади. С обзиром на то да носиоци путних исправа избеглица нису држављани земље која их је издала, можда ће морати да поднесу захтев за визу пре путовања у Канаду.[5]
- Египатске путне исправе издате за палестинске избеглице сматрају се неприхватљивим путним исправама за путовање и улазак на Нови Зеланд, осим ако не укључују улазну визу која омогућава власнику да уђе у Египат.[6]

## Галерија
- Канадска путна исправа за избеглице
- Ирска путна исправа за избеглице
- Јапанска путна исправа за избеглице
- Аустралијска путна исправа за избеглице